# Korwety typu Baptista de Andrade
Korwety typu Baptista de Andrade – typ czterech portugalskich korwet, zbudowanych w latach 70. XX wieku dla Portugalskiej Marynarki Wojennej przez hiszpańską stocznię Bazan. W literaturze były także określane jako lekkie fregaty.

## Historia
Korwety Baptista de Andrade były wersją rozwojową korwet typu João Coutinho, opartą na tym samym kadłubie i siłowni, lecz z bardziej zaawansowanym uzbrojeniem i wyposażeniem obserwacji technicznej. Zaprojektowano je jako stosunkowo tanie i słabo uzbrojone lekkie fregaty z myślą o służbie u wybrzeży kolonii portugalskich, w związku z toczonymi tam od lat 60. wojnami kolonialnymi. W stosunku do typu João Coutinho przede wszystkim zamieniono dwie armaty kalibru 76 mm na jedną kalibru 100 mm, a bomby głębinowe zastąpiono przez wyrzutnie torped przeciw okrętom podwodnym. Cztery korwety typu Baptista de Andrade zbudowano w hiszpańskiej stoczni Empresa Nacional Bazán, która wcześniej zbudowała trzy okręty typu João Coutinho. Według części źródeł, pierwotnie budowano je dla Republiki Południowej Afryki. W literaturze okręty określano jako lekkie lub małe fregaty, natomiast oficjalnie zaklasyfikowano je jako korwety.

## Okręty
| Nazwa               | Nr burtowy | Położenie stępki | Wodowanie    | Wejście do służby | Wycofany |
| ------------------- | ---------- | ---------------- | ------------ | ----------------- | -------- |
| Baptista de Andrade | F486       | 1. 09. 1972      | 13. 03. 1973 | 19. 11. 1974      |          |
| João Roby           | F487       | 1. 12. 1972      | 3. 06. 1973  | 18. 03. 1975      |          |
| Alfonso Cerquiera   | F488       | 10. 03. 1973     | 6. 10. 1973  | 26. 06. 1975      |          |
| Oliveira e Carmo    | F489       | 1. 06. 1973      | 22. 02. 1974 | 28. 10. 1975      | 1999     |

## Opis

### Architektura i kadłub

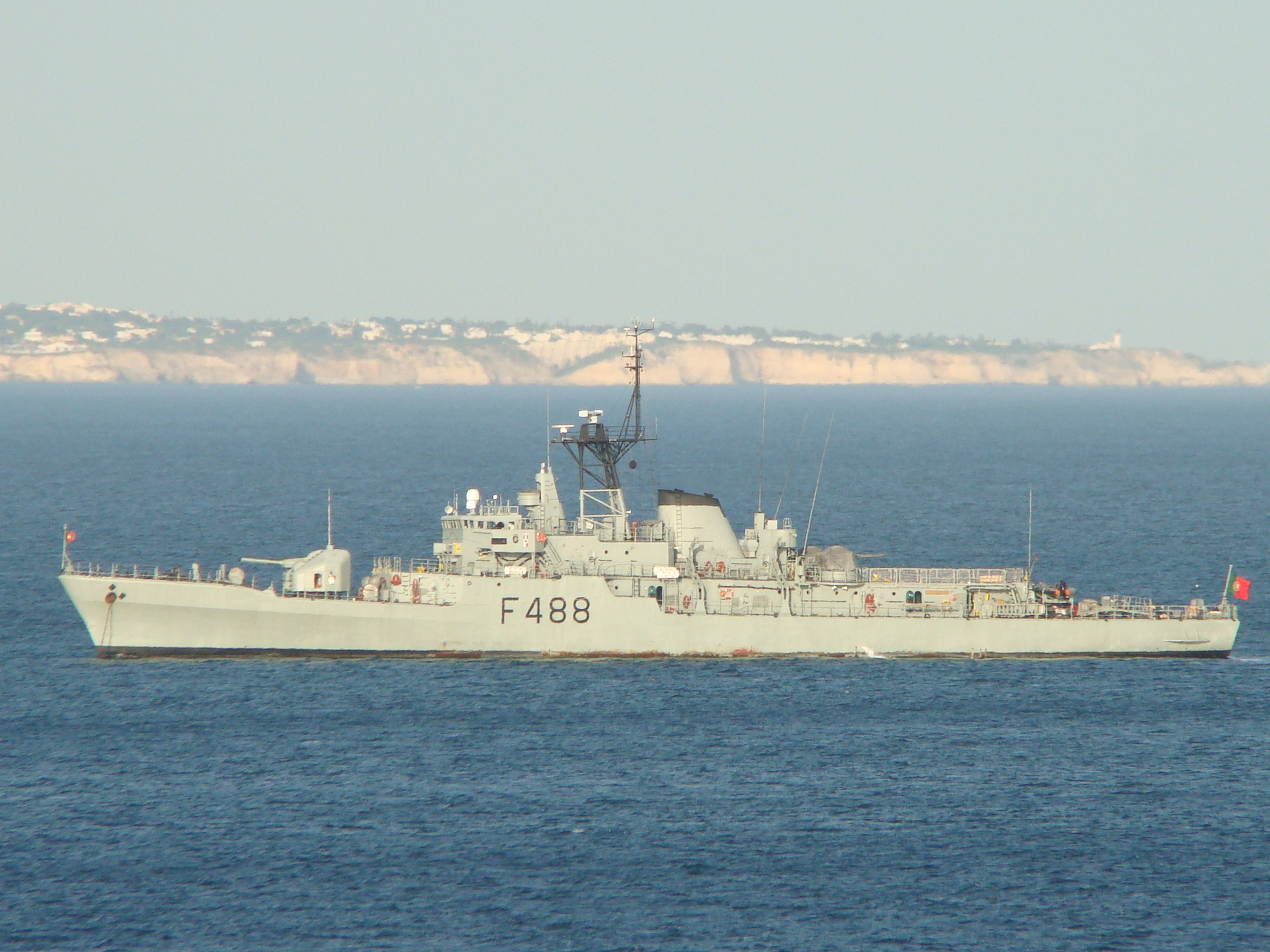
Widok z boku NRP „Alfonso Cerquiera”

Okręty miały gładkopokładowy kadłub z lekkim wzniosem w kierunku dziobu i nieznacznie podwyższonym pokładem na samym dziobie oraz wzdłużnym załamaniem burt w części dziobowej, dla polepszenia dzielności morskiej. Lekko wygięta dziobnica była wychylona do przodu. Na pokładzie dziobowym umieszczona była wieża artyleryjska. Całe śródokręcie zajmowała grupa nadbudówki, z pojedynczym szerokim kominem o opływowej formie pośrodku długości okrętu. W przedniej części, na wysokości pomostu bojowego, dolna kondygnacja nadbudówki stanowiła nadbudowę, ze ścianami stanowiącymi przedłużenie burt. Na dachu nadbudówki dziobowej była podstawa radaru artyleryjskiego i za nią pojedynczy maszt kratownicowy. Za kominem na pokładzie nadbudówki znajdowały się obok siebie stanowiska działek przeciwlotniczych, a dalej platforma dla śmigłowca. Pokład rufowy za nadbudówką nie był zabudowany; rufa była pawężowa.
Długość całkowita fregat wynosiła 84,6 m, a długość między pionami 81 m, natomiast szerokość 10,3 m. Zanurzenie wynosiło 3,3 m (według innych źródeł, 3,6 m). Wyporność standardowa wynosiła 1203 ts (ton angielskich), zaś pełna 1380 ts (według innych publikacji, odpowiednio 1250 i 1380 ts lub 1252 ts i 1401 ts).
Liczebność załogi wynosiła 122 osoby, w tym 11 oficerów. Pod koniec służby, po zmianie przeznaczenia okrętów załoga została zredukowana do 72 osób (7 oficerów). Na okrętach można było zaokrętować 34 żołnierzy piechoty morskiej do celów policyjnych.

### Uzbrojenie

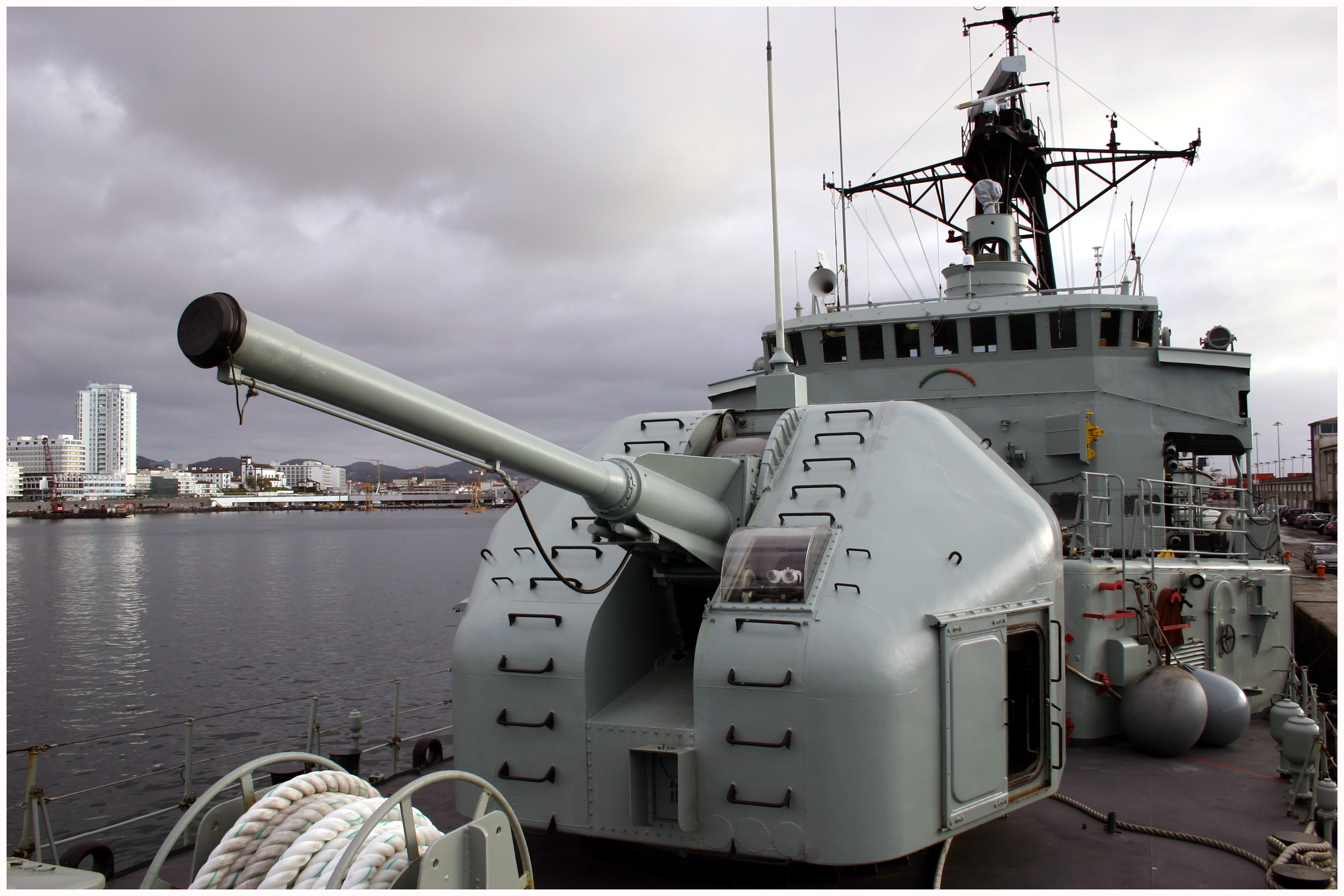
Armata 100 mm Mod. 68 na NRP „Alfonso Cerquiera”

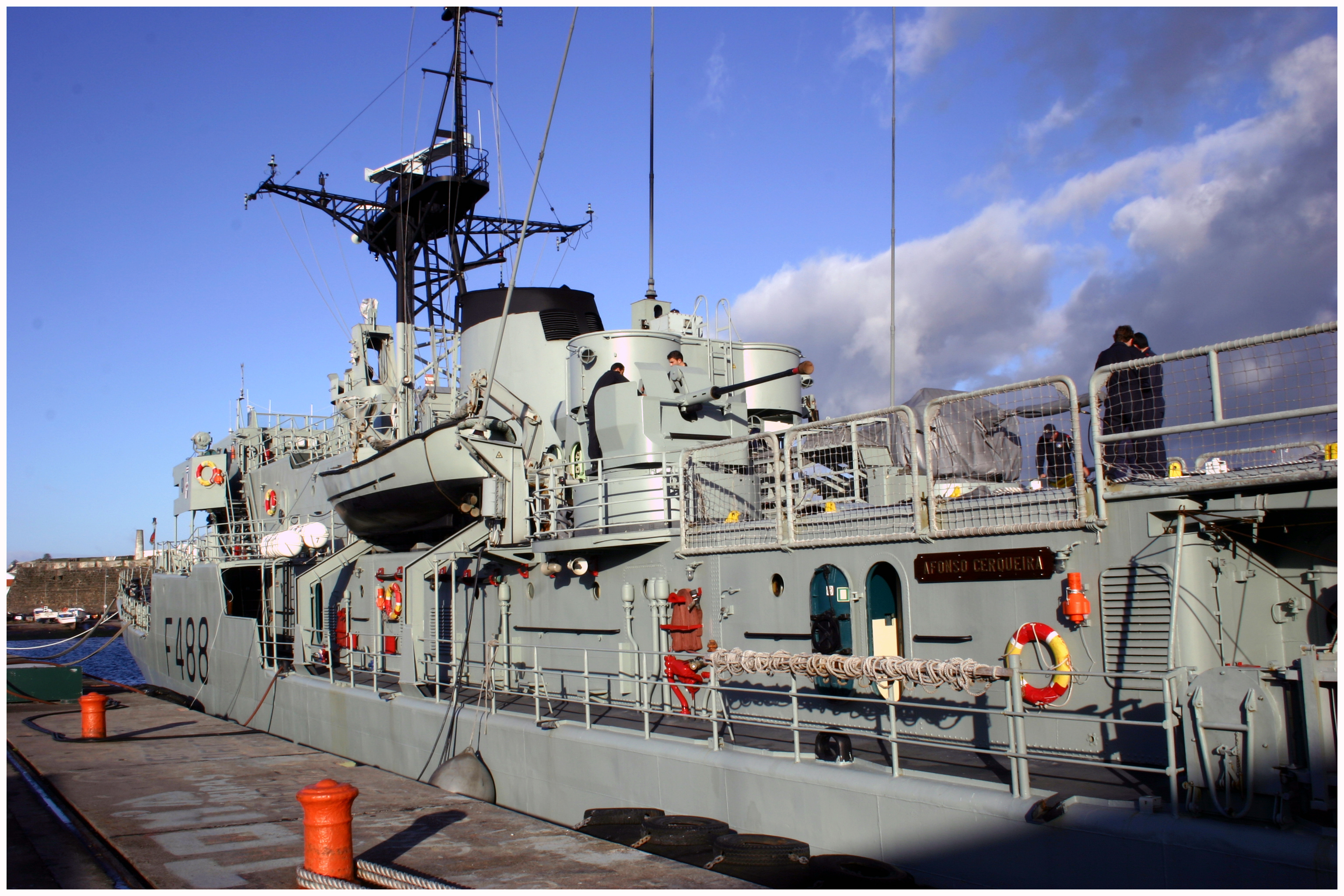
NRP „Alfonso Cerquiera” – widoczne działka plot.

Uzbrojenie główne stanowiła jedna francuska automatyczna armata uniwersalna Creusot-Loire kalibru 100 mm Mod. 1968 w wieży na dziobie. Długość lufy wynosiła 50 kalibrów (L/50). Strzelała pociskami o masie 13,5 kg na maksymalną odległość 17 km przeciw celom nawodnym i 8 km przeciw celom powietrznym. Szybkostrzelność maksymalna wynosiła 80 strz./min. Jej ogniem kierował dalocelownik CSEE Panda i radar kierowania ogniem Pollux (firmy Thomson-CSF).
Uzbrojenie przeciwlotnicze uzupełniały dwie armaty przeciwlotnicze 40 mm Bofors o długości lufy L/70 umieszczone na pokładzie nadbudówki za kominem. Miały szybkostrzelność do 300 strz./min i donośność do 12 km.
Do zwalczania okrętów podwodnych służyły dwie amerykańskie potrójne wyrzutnie Mk 32 lekkich torped kalibru 324 mm umieszczone na pokładzie rufowym. Przewidziano możliwość zamontowania wyrzutni pocisków przeciwokrętowych MM 38 Exocet, lecz nie zdecydowano się na to.
Z okrętów mógł operować śmigłowiec Westland Lynx, lecz bez możliwości stałego bazowania z uwagi na brak hangaru.

### Napęd
Napęd stanowiły dwa 12-cylindrowe silniki wysokoprężne OEW Pielstick 12 PC2.2 V 400, napędzające dwie śruby. Moc siłowni wynosiła 10 560 bhp (10 707 KM). Prędkość maksymalna wynosiła 23,5 węzła (późniejsze źródła podawały prędkość 22 węzły). Zasięg wynosił 5900 Mm przy prędkości 18 węzłów.

## Służba

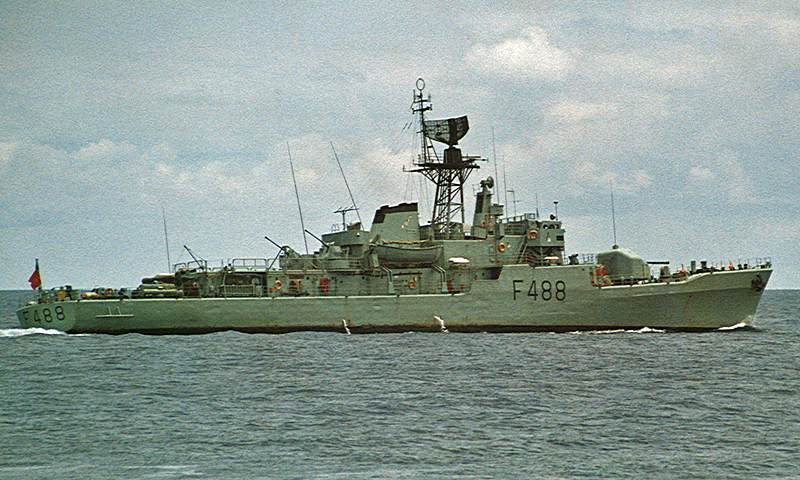
NRP „Alfonso Cerquiera” w 1988 roku

Okręty były przeznaczone do służby u wybrzeży kolonii portugalskich (Angoli, Mozambiku, Wyspach Zielonego Przylądka oraz Gwinei Portugalskiej) w związku z trwającymi tam  wojnami kolonialnymi, lecz weszły do służby już po rewolucji goździków w kwietniu 1974 roku w  Portugalii, która doprowadziła do wygaszenia wojen kolonialnych. Po uzyskaniu niepodległości przez kolonie, okręty zaczęły pełnić służbę na wodach portugalskich. W 1977 roku negocjowano ich sprzedaż Kolumbii, lecz ostatecznie do tego nie doszło.
W latach 80. rozważano modernizację i dozbrojenie okrętów w pociski przeciwokrętowe i przeciwlotnicze, lecz zrezygnowano z tego z przyczyn finansowych. Zamiast tego, w latach 1988-91, wzorem korwet typu João Coutinho, z okrętów zdjęto wyposażenie do wykrywania i zwalczania okrętów podwodnych i przeznaczono je do celów patrolowych, w tym ochrony rybołówstwa. W efekcie, załoga zmniejszyła się do 72 osób.
„Alfonso Cerquiera” znajdował się w służbie do 2015 roku. Został on następnie 4 września 2018 roku zatopiony jako sztuczna rafa koło Madery. „Oliveira e Carmo” natomiast został wycofany w 1999 roku.
Obecnie w służbie pozostaje jeden okręt tego typu. Zostały zastąpione przez okręty patrolowe typu Viana do Castelo.